# Shigaku zasshi

Le Shigaku zasshi (史学雑誌, littéralement « journal de la science historique ») est la plus ancienne revue académique d'histoire du Japon. Il est fondé en 1889 en tant que publication officielle de la société d'histoire du Japon (shigakkai) à Tokyo. Il est publié en japonais avec des résumés en anglais.

## Histoire duShigaku zasshiet de la société d'histoire

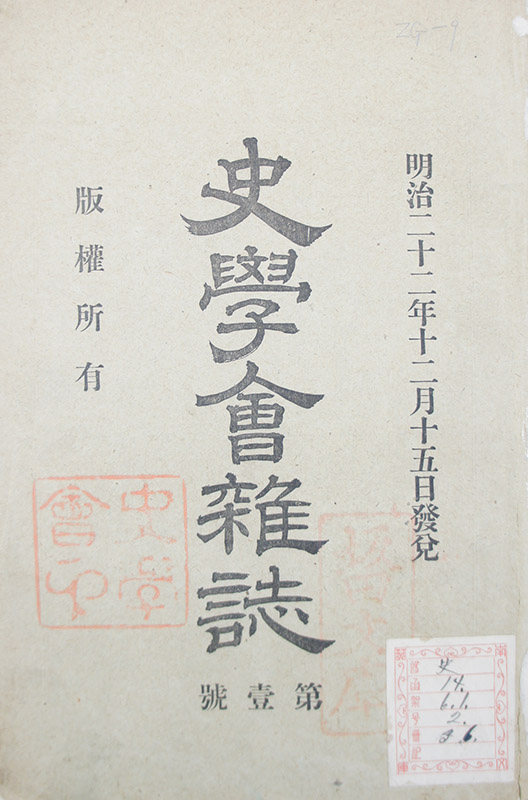
Premier numéro du Shigakkai zasshi.

La société d'histoire du Japon est fondée le 1er novembre 1889 et commence à publier une revue d'histoire intitulée Shigakkai zasshi (« journal de la société historiographique ») le 15 décembre de la même année. En 1892, le nom de la revue est changé en Shigaku zasshi. Deux professeurs d'histoire de l'université impériale de Tokyo, Shigeno Yasutsugu et Ludwig Riess participent à la fondation de la société et au début de la publication de la revue. Ludwig Riess prend modèle sur les revues d'histoire européennes comme le Historische Zeitschrift en Allemagne, la Revue historique en France, et la English Historical Review en Angleterre.
Shigeno Yasutsugu est également l'unique président de la société d'histoire du Japon de sa fondation en 1889 jusqu'à sa mort en 1910. Aucun successeur n'est jamais nommé.

## Contenu
La revue journal publie des articles de recherche originaux, des critiques, et des dossiers sur les tendances académiques dans divers domaines. Bien que les articles sur l'histoire du Japon et de l'Asie orientale soient particulièrement bien représentés, ceux sur l'histoire de l'Europe et des États-Unis ont également une présence visible. Les articles dédiés aux sujets extérieurs à l'Asie orientale, à l'Europe, et aux États-Unis sont relativement rares.

## Publication de mai
La revue du mois de mai du Shigaku zasshi est d'un intérêt particulier pour les historiens essayant de se tenir à jour avec les récents développements historiographiques du Japon. Elle est dédiée aux articles examinant les récents développements dans l'histoire au Japon. Une évaluation générale du travail de l'année précédente en histoire est présentée dans la section récurrente Kaiko to tenbō (« Aperçu et perspectives ») et des articles sont dédiés à des domaines liés plus spécialisés.  
Les articles de la revue de mai sont divisés entre (1) région (2) période et (3) thème (comme « histoire intellectuelle » ou « histoire économique »). Tandis que les sections par régions et période sont relativement stables, celles sur les thèmes changent souvent d'année en année.
Comme exemple de la distribution géographique et chronologique des articles, la revue de mai 2005 contient 1 article sur une théorie historiographique, 5 articles sur le Japon (divisés par période), articles sur la Chine (divisés évasivement par période), 1 article sur la Corée, 1 article sur l'Asie centrale, 1 article sur l'Asie du Sud-Est, 1 article sur l'Asie de l'Ouest/Afrique du Nord, 1 article sur l'Afrique, 17 articles sur l'Europe (divisés entre période et pays), et 2 articles sur l'Amérique (divisés entre l'Amérique du Nord et l'Amérique latine).
Les publications de mai du Shigaku zasshi sont également compilées dans le volume Nihon rekishi gakkai no kaiko to tenbō publié de 1949 à 1985 par la société d'histoire du Japon et en 1987 par Yamakawa Shuppansha.